# Platysenta
Platysenta is een geslacht van vlinders van de familie Uilen (Noctuidae), uit de onderfamilie Condicinae.

## Soorten
- P. abida Felder, 1874
- P. adornata Walker, 1865
- P. aeruginosa Schaus, 1911
- P. agalla Dognin, 1897
- P. agnata Felder, 1874
- P. albigera Guenée, 1852
- P. albigeroides Dognin, 1897
- P. albolabes Grote, 1880
- P. baalba Schaus, 1921
- P. bahamica Hampson, 1908
- P. beata Staudinger, 1895
- P. carcoma Dognin, 1897
- P. caustimargo Dyar, 1922
- P. circuita Guenée, 1852
- P. circulorum Berio, 1973
- P. concisa Walker, 1856
- P. confluens Hampson, 1908
- P. consaepta Draudt, 1925
- P. charada Schaus, 1906
- P. dentistrigata Walker, 1858
- P. discincta Butler, 1879
- P. discistrigia Smith, 1894
- P. egestis Smith, 1894
- P. funerea Schaus, 1911
- P. furtiva Guenée, 1852
- P. glaucoptera Guenée, 1852
- P. griseirena Hampson, 1908
- P. hippia Druce, 1889
- P. ignitincta Messn., 1890
- P. illicita Schaus, 1911
- P. illustrata Staudinger, 1888
- P. imitata Druce, 1891
- P. indecora Dognin, 1914
- P. inquieta Walker, 1858
- P. kalma Schaus, 1894
- P. leucopis Hampson, 1908
- P. leucoptya Dognin, 1907
- P. leucostrota Hampson, 1908
- P. lineata Druce, 1889
- P. luxuriosa Dyar, 1926
- P. melanica Hampson, 1911
- P. menota Dyar, 1912
- P. mersa Morrison, 1875
- P. micragalla Hampson, 1911
- P. micrippia Dyar, 1912
- P. mimica Hampson, 1908
- P. minuscula Beri, 1977
- P. mobilis Walker, 1856

- P. mustia Dognin, 1897
- P. naolina Schaus, 1904
- P. niphosticta Hampson, 1918
- P. octophora Hampson, 1908
- P. orta Barnes & McDunnough, 1912
- P. pallescens Sugi, 1970
- P. paragalla Dognin, 1914
- P. parista Schaus, 1921
- P. parnahyba Schaus, 1933
- P. plagiata Walker, 1856
- P. poliopasta Hampson, 1908
- P. proxima Morrison, 1875
- P. punctifera Walker, 1856
- P. punctirena Walker, 1857
- P. purpurea Druce, 1908
- P. pyrocausta Hampson, 1911
- P. pyromphalus Dyar, 1913
- P. pyrosticta Druce, 1908
- P. pyrostigma Hampson, 1908
- P. roxana Druce, 1898
- P. rubrifusa Druce, 1908
- P. ruthae Schaus, 1923
- P. secorva Schaus, 1906
- P. selenosa Guenée, 1852
- P. simulatrix Hampson, 1908
- P. stelligera Guenée, 1852
- P. subaurea Guenée, 1852
- P. subluxa Dyar, 1926
- P. subornata Walker, 1865
- P. sufficiens Walker, 1858
- P. summota Schaus, 1911
- P. sutor Guenée, 1852
- P. sutrix Dyar, 1913
- P. temecula Barnes, 1905
- P. tibetica Draudt, 1950
- P. vacillans Walker, 1858
- P. variata Schaus, 1894
- P. vecors Guenée, 1852
- P. videns Guenée, 1852
- P. viscosa Freyer, 1831